# 乾正房
乾 正房（いぬい まさふさ、生年不詳 - 1721年11月14日（享保6年9月25日））は、江戸時代前期の土佐藩上士。
通称は初め市郎兵衛（世襲名）を称し、のち乾七郎左衛門と改めた。家紋は「榧ノ内十文字」。

## 来歴

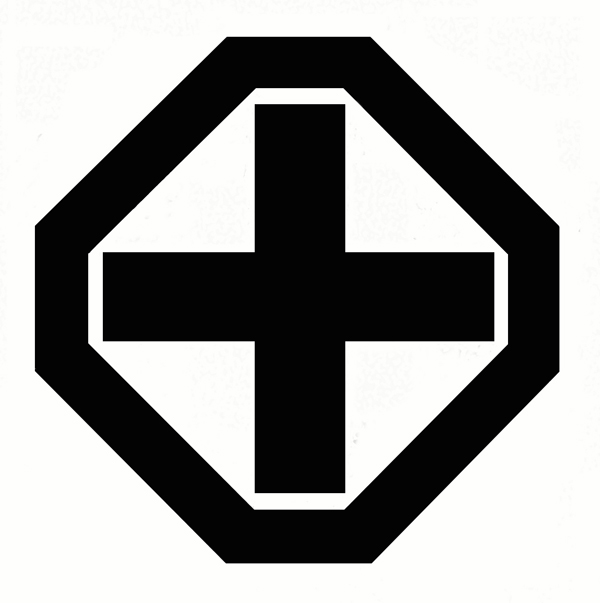
乾の家紋（榧之内十文字）

### 生い立ち
土佐藩上士（小性格・5人扶持切府10石）乾正直（市郎兵衛）の嫡男として高知城下（現高知県高知市）に生まれる。母は森正壽（勘左衛門）の娘。
1688年8月21日（貞享5年7月26日）父正直が病死する。

### 跡目相続以降
1689年7月28日（元禄2年6月12日）、土佐藩主・山内豊昌より、亡父跡目を無相違下し置かれる。
土佐藩上士（知行1200石）板坂永吉の娘と結婚する。板坂永吉の父、板坂永政（三右衛門）は、土佐藩家老・乾和三（山内備後）の二男に生まれ、板坂利正（馬左衛門）の養子となった人物であり、土佐藩家老の乾家（本姓土岐氏）と、正房の乾家（本姓板垣氏）は別家であったがこの縁組によって、両家の血が交わることになった。
また乾七郎左衛門という名は、土佐藩祖・山内一豊の時代、一豊が高知城の築城を視察する際に、身の安全のために仕立てた影武者・同装束六人衆（野中玄蕃・市川大炊・柏原半右衛門・乾宣光（七郎左衛門）・乾和三（猪助））の一人で、乾和三の実兄「乾宣光」の名を襲名したものである。
1705年（宝永2年）、土佐藩主山内豊房の時代、本山郷での在番を仰せ付けられる。同年、江戸御留守居番を仰せ付けられ、江戸の土佐藩邸に勤めた。
1721年11月14日（享保6年9月25日）病死。
墓は土佐国土佐郡薊野村板垣山（現 高知県高知市薊野東町15-12の北東付近）の代々墓地に建てられた。

## 家族
- 祖父：乾正行（金右衛門）
- 祖母：毛利治郎右衛門の娘
  - 父：乾正直（市郎兵衛）
  - 母：森正壽（勘左衛門）の娘
    - 本人：乾正房（七郎左衛門）
    - 妻：板坂永吉（馬左衛門）娘
      - 嫡男：乾吉勝（弥五兵衛）
        - 孫：乾正英（市郎兵衛
        - 孫：乾正愛（段次郎）